# Queco Piña
Pour les articles homonymes, voir Piña (homonymie).
Sergio Piña Cousillas dit « Queco Piña » est un footballeur espagnol né le 19 juillet 1980 à La Corogne. Il évolue au poste de gardien de but de la fin des années 1990 au milieu des années 2010. Il effectue toute sa carrière dans des clubs espagnols, notamment au CD Ourense, à Alicante CF, à Orihuela CF et au CD Leganés.

## Biographie
Lors de la saison 2007-2008, il joue 42 matchs en deuxième division espagnole avec le Racing de Ferrol, disputant par la même occasion l'intégralité des matchs de ce championnat.
Après avoir notamment évolué à Alicante et Ponferradina, il rejoint le club de Leganés en date du 9 janvier 2014.
Au cours de sa carrière, il dispute un total de 83 matchs en deuxième division, encaissant 107 buts.